# Distretto di Kastamonu
Il distretto di Kastamonu costituisce il distretto centrale della provincia di Kastamonu, in Turchia.

## Amministrazioni
Oltre al centro di Kastamonu appartengono al distretto 178 villaggi.

### Comuni
- Kastamonu (centro)

### Villaggi
| - Ahlatçık - Ahlatköy - Ahmetbey - Akçakese - Akçataş - Akdoğan - Aksinir - Alçıcılar - Alpağut - Alparslan - Alpı - Arız - Aşağı İsmailli - Aşağıakça - Aşağıbatak - Aşağıelyakut - Aşağıyuva - Ayvalar - Bahadır - Ballık - Baltacı - Baltacıkuyucağı - Başköy - Başören - Bayındır - Bostanköy - Bozoğlak - Budamış - Bulacık - Burhanlı - Bükköy - Bürme - Cambaz - Cebeci - Civciler - Çakıllı - Çatalçam - Çatören - Çavundur - Çavundur - Çerçiköy - Çevreli - Çıbanköy - Çiğil - Çorumlu - Damlaçay - Darıbükü - Dayılar - Demirci - Dereberçin - Dereköy - Dokuzkat - Dursunlar - Duruçay - Eceoğlu - Elmayakası - Emirköy - Emirler/Kuzyaka - Emirler/Merkez - Emirli | - Esenler - Esenli - Eşen - Etyemez - Evciler - Eymir - Gelinören - Geyikli - Girdallı - Göcen - Gödel - Gökçekent - Gökçukur - Gölköy - Gömeç - Gömmece - Gülef - Hacıbey - Hacıilyas - Hacıköy - Hacımuharrem - Hacışaban - Hacıyusuf - Halaçlı - Halife - Halifekuyucağı - Hamitköy - Hasköy - Hatipköy - Hatipli - Hatipoğlu - Haydarlar - Hocaköy - Hüseyinli - İbişler - İbrahimli - İmamköy - İnceboğaz - İslamköy - Kadıoğlu - Karaçomak - Karaevli - Karakuz - Karamukmolla - Karaş - Kasaba - Kasabaörencik - Kaşçılar - Kavakköy - Kavalca - Kayalı - Kayı - Kemerler - Keremli - Kırcalar - Kırık - Kırışoğlu - Kıyık (I) - Kıyık (II) | - Kızılkese - Kirenli - Konukça - Koruköy - Köklü - Köseoğlu - Kurtgömeç - Kurtkayı - Kurucaören - Kurusayar - Kuşkara - Kuzyaka - Küçüksu - Mescitköy - Mollaköy - Musallar - Nalcıkuyucağı - Numanlar - Obruk - Oğulköy - Omcular - Ortaboğaz - Ortaköy - Ömerli - Örencik - Örenyeri - Pehlivanköy - Sada - Sahip - Sapaca - Saraycık - Sarıca - Sarıömer - Seremettin - Sırasöğütler - Sipahi - Subaşı - Sulusökü - Şeyhköy - Talipler - Tarlatepe - Taşlık - Tekkeköy - Tepeharman - Terziköy - Uzunoluk - Ümit - Üyücek - Yaka - Yarören - Yenikavak - Yılancı - Yolkonak - Yukarı İsmailli - Yukarıbatak - Yukarıelyakut - Yukarıkuyucak - Yunusköy - Yürekveren |